# Bến không chồng
Bến không chồng là một tiểu thuyết của nhà văn Dương Hướng, một trong ba tác phẩm văn xuôi được giải thưởng Văn học của Hội nhà văn Việt Nam năm 1991, Giải thưởng Nhà nước về văn học nghệ thuật năm 2016, với hơn 14 lần tái bản; được dịch ra nhiều ngôn ngữ quốc tế và chuyển thể thành phim. Tiểu thuyết khắc họa cuộc đời của những con người ở một làng nông thôn Bắc Bộ với bao trắc trở, đổ vỡ và bi thương, thời gian trong và sau chiến tranh ở Việt Nam.
Tiểu thuyết "Bến không chồng" được sáng tác dựa trên bối cảnh bến sông Đình Đoài quê ông. Trong các cuộc kháng chiến bảo vệ Tổ quốc hơn 1.550 người con Thụy Liên, huyện Thái Thụy, tỉnh Thái Bình đã lên đường chiến đấu, 230 người hy sinh, để lại làng quê 31 Bà mẹ Việt Nam anh hùng và bao góa phụ.

## Chuyển thể thành phim
Năm 2000, tiểu thuyết được anh em đạo diễn Lưu Trọng Ninh và nhà biên kịch Lưu Trọng Văn chuyển thể thành phim điện ảnh Bến không chồng. Phim giành giải Bông Sen Bạc tại Liên hoan phim Việt Nam lần thứ 13.
Năm 2017, tiểu thuyết một lần nữa được đạo diễn Lưu Trọng Ninh và Trung tâm Phim truyền hình Việt Nam, Đài Truyền hình Việt Nam chuyển thể thành bộ phim truyền hình dài tập Thương nhớ ở ai. Phim cũng đoạt giải Cánh Diều vàng cho hạng mục phim truyện truyền hình xuất sắc nhất.

## Ghi nhận
Ngày 21 tháng 03 năm 2019, Ủy ban xã Thụy Liên, huyện Thái Thụy phối hợp cùng Chi hội Nhà văn Việt Nam tại Quảng Ninh tổ chức lễ khánh thành khu Bia lưu niệm “Bến không chồng”. Khu bia lưu niệm gồm nhiều hạng mục với tổng kinh phí hơn 2,6 tỷ đồng, được huy động từ nguồn vốn xã hội hóa và ngân sách. Trong đó phần kè sông do Ủy ban nhân dân huyện Thái Thụy hỗ trợ hơn 2,2 tỷ đồng, phần bến sông và bia lưu niệm là 400 triệu đồng do Chi hội nhà văn Việt Nam tại Quảng Ninh và các nhà hảo tâm ủng hộ 400 triệu đồng. Buổi lễ có sự góp mặt của nhà văn Dương Hướng, đạo diễn và một số diễn viên chính của bộ phim Bến Không Chồng, Thương Nhớ Ở Ai.
Được dựng nhằm lưu danh bến sông Đình Đoài, ghi nhận những đóng góp và và sự hy sinh của nhân dân Thụy Liên, đặc biệt là của những người phụ nữ trong hai cuộc chiến tranh vệ quốc, đồng thời vinh danh nhà văn Dương Hướng và tiểu thuyết “Bến không chồng”.
Tượng đài và bia lưu niệm mang tính khái quát cao, được chế tác từ đá nguyên khối có dáng dấp một thiếu phụ bồng con đứng trông chồng. Nổi bật dòng chữ lớn "Bến không chồng", phía trên là dòng chữ khắc ghi: "Bến sông này cùng với mảnh đất con người nơi đây đã đi vào đời sống văn học nghệ thuật ghi một dấu ấn sâu sắc như bản tình ca bi tráng về cuộc chiến tranh vệ quốc vĩ đại…".